# Joaquim França de Oliveira Pacheco
Joaquim França de Oliveira Pacheco (Braga, Sé, 2 de novembro de 1856; Foz do Douro, Porto, 18 de janeiro de [1933?]) foi um empresário jornalista português.

## Biografia
Filho de Manuel José Pacheco e de sua mulher Rosa Maria da Silva. Neto paterno de António José [Plácido ou Pacheco?] e de Plácida de Jesus, da ilha de São Miguel, Açores, e materno de Jerónimo José da Silva e de Josefa Rosa, da freguesia da Sé, Braga.
Nasceu em casa dos pais, no Largo de São Miguel-o-Anjo, em Braga, a 2 de novembro de 1856. Foi batizado na Sé, a 10 do mesmo mês. Foram padrinhos Joaquim António Pais de Vilas Boas e sua mulher, [Teresa?] Joaquina Pais do Lago, de Barcelos. Foi procurador da madrinha José Júlio da Costa Araújo, da freguesia de São João do Souto, Braga. Celebrou o batismo o Padre Roberto Gonçalves de Sá.
Foi Director do jornal "O Primeiro de Janeiro", do Porto, até 25 de Abril de 1907 e novamente de 30 de Outubro de 1910 até á sua venda a 29 de Junho de 1919, sempre em conjunto com Gaspar Baltar.
Casou no Porto, Nevogilde, Bouças, com Maria Beatriz Pinheiro (Póvoa de Varzim, Póvoa de Varzim - ?), filha de Amâncio Rudolfo Pinheiro da Costa Ribeiro e de sua mulher Zulmira Idalina Pinheiro, com descendência.
Morreu em sua casa, na Foz do Douro, a 18 de janeiro de [1933?].